# ミントチョコレート

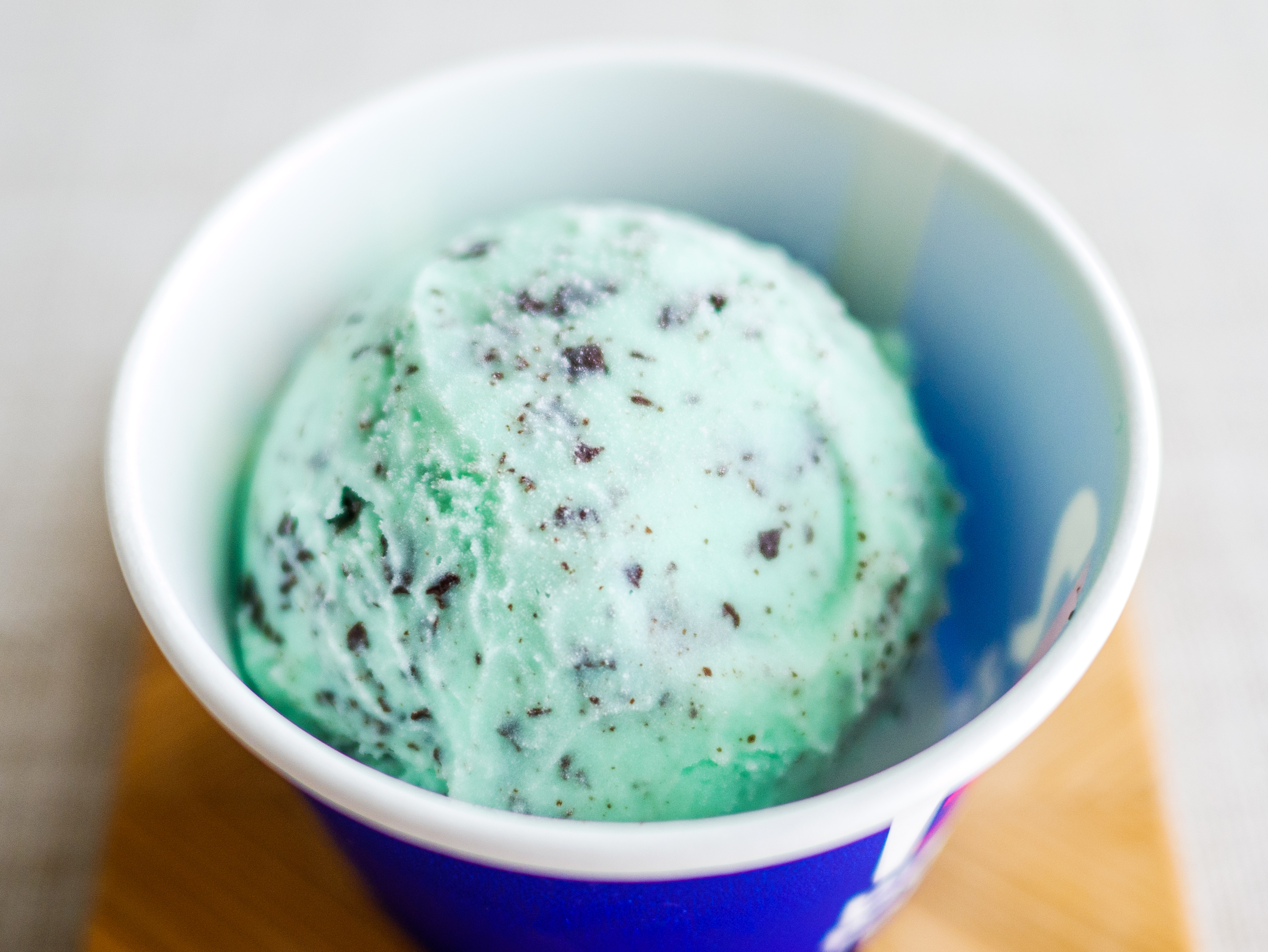

ミントチョコレート（英語: mint chocolate）、もしくはチョコレートミント（chocolate mint） は、プレーンのチョコレートにペパーミントやスペアミント、クリーム・デ・メントなどのミントフレーバーを加えたチョコレート菓子の一種。ミントチョコレートは、飴やミント、クッキー、アイスクリーム（チョコレートミントアイスクリーム）、ホット・チョコレートなど世界中のあらゆる菓子に存在するほか、化粧品などの食品以外の商品にも使用されている。
ミントチョコレートは、その材料として含まれていることから、際立って特徴的なミントの芳香を持つ。チョコレートには、一般的なダークチョコレートの他、ミルクチョコレート、ホワイトチョコレートが使用される。
全米菓子協会は2月19日を「チョコミントの日」に制定している。
日本においては練り歯磨きを想起させるということで人気はそこまでなかったが、やがて各社からミントチョコレートフレーバーの製品が出るようになり、愛好家を意味する「チョコミン党」という言葉も生まれた。また、2022年にサーティーワンアイスクリームが実施した「第2回フレーバー総選挙」でミントチョコレートフレーバーが1位を獲得しており、フレーバーの好みが定着したと見る向きもあった。

## 商品

### ミントチョコレート
- エアロペパーミント
- Andes Chocolate Mints
- Frango Mints
- Hershey's ミントチョコレートチップス[4]
- Laura Secord French Mint
- Lindt Mint Intense

### ミントフレーバーを含むチョコレート
- After Eight mints
- Fry's Peppermint Cream
- Haviland Thin Mints
- Hershey's York Peppermint Patties
- Junior Mints
- Pearson's Chocolate Mint Patties
- Andes Chocolate Mints